# Fondul de montură
Denumirea fondului provine de la "montură" sau "mundir" cu înțelesul de uniformă militară folosită în cadrul Graniței Militare Transilvănene. Fondul de montură a fost înființat portivit istoricului G.Duzinchevich în anul 1771, în timp ce G.Göllner indică anul 1830. O dată cu înființarea fondului, uniformele grănicerilor au început să fie confecționate din sumele de bani care-l constituiau. Acestea proveneau din contribuțiile tuturor familiilor de grăniceri, din bonificația pe care grănicerii o primeau de la stat pentru uniforma și încălțămintea pe care o foloseau la campaniile militare din afara granițelor țării, din prețul lemnelor de foc pe care grănicerii le furnizau ofițerilor, din pădurile lor, din contribuțiile comunelor grănicerești precum și din arendările "Munților revendicați".
Fondul de montură s-a transformat în Fondul școlastic prin acceptul dat prin rescript împărătesc în data de 10 martie 1871, organizându-se astfel pe teritoriul fostului regiment grăniceresc de la Orlat, 21 de școli poporale cunoscute ulterior sub denumirea de "școli grănicerești".